# 4897 Tomhamilton
4897 Tomhamilton este un asteroid din centura principală, descoperit pe 22 august 1987, de Eleanor Helin.